# Hybogaster keyana
Hybogaster keyana är en stekelart som först beskrevs av Embrik Strand 1911.  Hybogaster keyana ingår i släktet Hybogaster och familjen bracksteklar. Inga underarter finns listade i Catalogue of Life.